# 水橋舘町
水橋舘町（みずはしたちまち）は、富山県富山市の町名である。水橋中部地区センター（水橋中部公民館）、富山市立水橋中学校、水橋消防署等が所在している。

## 特徴
富山平野の富山低地に位置し、この地区はその中でも特に標高が低い。

## 地理
- 河川-白岩川

## 歴史
- 1889年（明治22年）4月1日 - 町村制施行に伴い水橋館村が東水橋町と下条村に分割編入。
- 1896年（明治29年）3月29日 - 郡が分割され中新川郡に所属。
- 1940年（昭和15年）11月15日 - 中新川郡東水橋町、西水橋町、下条村が合併して水橋町が成立。
- 1954年（昭和29年）4月1日 - 中新川郡上条村、三郷村と合併し、水橋町を新設。
- 1966年（昭和41年）5月1日 - 富山市に編入。

## 施設
- 水橋中部地区センター
- コメリ富山水橋店
- ウエルシア富山水橋店

## 教育
- 富山市立水橋中学校
- 富山市立水橋中部小学校

## 参考出典
『富山県の地名』平凡社